# Marek Wawrzynowski
Marek Wawrzynowski (ur. 1978 w Otwocku) – polski dziennikarz sportowy. Specjalizuje się w tematyce piłkarskiej. Pracował w „Linii Otwockiej”, „Życiu”, „Gazecie Wyborczej”, „Przeglądzie Sportowym” oraz dziale sportowym portalu wp.pl. Od 1 marca 2022 redaktor treści premium w Przeglądzie Sportowym Onet. Autor książki Wielki Widzew. Historia polskiej drużyny wszech czasów, która uzyskała tytuł Sportowej Książki Roku 2013.

## Twórczość
- Wielki Widzew. Historia polskiej drużyny wszech czasów (2014, QSB)[4]
- Kopalnia: sztuka futbolu (magazyn sportowy, 2014, Wydawnictwo Kopalnia)[5]
- 11 wspaniałych. Wesley Sneijder, 2012, ISBN 978-83-7813-143-4